# François-Régis de Guenyveau
François-Régis de Guenyveau, né à Aix-en-Provence en 1989, est un romancier français.

## Biographie
Diplômé de l'ESSEC après une classe préparatoire à Notre-Dame-du-Grandchamp, François-Régis de Guenyveau commence sa carrière aux États-Unis et en Inde, dans le marketing digital, avant de rejoindre le conseil en stratégie à Paris. 
En 2016, alors en poste à Saïgon chez le géant technologique chinois Alibaba, il démissionne pour se consacrer à l'écriture de son premier roman, Un dissident, qui paraît chez Albin Michel à la rentrée littéraire 2017,,,. Qualifié de "coup magistral" par Etienne de Montety, finaliste du Prix du Premier Roman et figurant dans plusieurs palmarès, Un dissident raconte l'histoire d'un homme modifié par la génétique. Il obtient le Prix Méo-Camuzet en 2017 puis le Prix Edmée de La Rochefoucauld l'année suivante, décerné par Dominique Bona, de l'Académie française,,.
A la rentrée d'hiver 2024, paraît Simulacre aux éditions Fayard. Roman d'apprentissage sur l'art et l'intelligence artificielle, Simulacre explore les thèmes de la créativité, de la falsification et de la paranoïa dans une société de plus en plus gouvernée par les algorithmes. Salué par Le Figaro littéraire et la Revue des Deux Mondes, il est comparé à l'univers de David Cronenberg par l'écrivain et cinéphile Christian Authier,,. Il figure dans la sélection du Prix Honoré de Balzac.